# 페로센
페로센(Ferrocene)은 철의 메탈로센으로 18 전자 규칙을 만족하는 주황색의 화합물이다.